# Son Sen
Son Sen (Provincia di Trà Vinh, 12 giugno 1930 – Anlong Veng, 10 giugno 1997) è stato un politico, rivoluzionario e generale cambogiano, alto esponente dei Khmer rossi.

## Biografia
Fu un membro del comitato centrale del Partito Comunista di Kampuchea e del Partito della Kampuchea Democratica, le due ali legali del movimento guerrigliero dei Khmer rossi. Dal 1974 al 1992, Sen supervisionò l'apparato di sicurezza dei due partiti, inclusa la Santebal la polizia segreta della Kampuchea Democratica e la nota prigione di sicurezza di Tuol Sleng (S-21).
Fu responsabile del massacro di più di 100.000 persone nella zona orientale della Cambogia durante gli ultimi sei mesi del 1978. Era sposato con Yun Yat, che divenne la ministra del partito per l'educazione e l'informazione. Insieme al resto della sua famiglia, venne ucciso su ordine di Pol Pot durante una faida interna avvenuta nel 1997 nei Khmer rossi.